# سيغريد كاغ
سيغريد كاغ (بالهولندية: Sigrid Kaag) هي سياسية و‌دبلوماسية هولندية في حزب الديمقراطيون 66، وهي وزيرة التجارة الخارجية والتعاون الإنمائي، كما أنها رئيسةً للبعثة الدولية المكلفة لتدمير الترسانة الكيميائية السورية. وتشغل كاغ حالياً منصب مساعدة الأمين العام للأمم المتحدة، وهي تتقن اللغة العربية. وستترأس كاغ البعثة المشتركة بين الأمم المتحدة ومنظمة منع انتشار الأسلحة الكيميائية.كما تم تعيينها منسّقة للشؤون الإنسانية في قطاع غزة.